# Vuelo 801 de Transbrasil
El vuelo 801 de Transbrasil (TR801/TBA801) fue un vuelo de carga programado desde el Aeropuerto Internacional Eduardo Gomes al Aeropuerto Internacional de São Paulo-Guarulhos, que se estrelló el 21 de marzo de 1989. El Boeing 707 se estrelló en una favela densamente poblada de Guarulhos, a 2 kilómetros (1,2 millas; 1,1 millas náuticas) de la pista. El accidente causó la muerte de los 3 tripulantes y 22 personas en tierra. Al menos 200 personas en tierra resultaron heridas.

## Aeronave

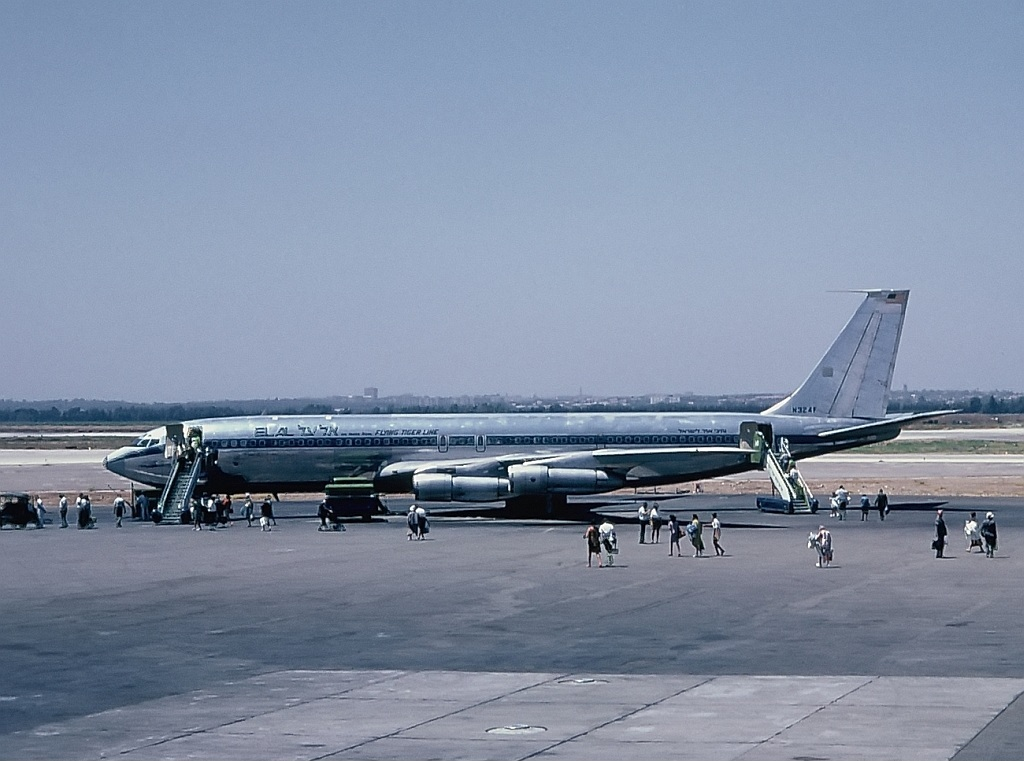
La aeronave involucrada en el accidente, mientras estaa en servicio para El Al.

La aeronave era un Boeing 707-349C con registro PT-TCS con número de serie del fabricante 19354 y número de línea 503. Estaba propulsado por 4 motores turbofán Pratt & Whitney JT3D-3B. Su vuelo inaugural fue el 9 de junio de 1966, lo que significa que había estado en servicio durante 22 años y 10 meses cuando se estrelló. Había acumulado 61.000 horas de vuelo.
El avión había sido utilizado en la filmación de la película de desastres Airport de 1970. En ese momento era propiedad de Flying Tiger Line. Posteriormente fue operado por Aer Lingus, El Al y British Caledonian antes de ser vendido a Transbrasil.

## Accidente
El accidente ocurrió a las 11:54 de la mañana, horario de Brasilia. Según los cálculos de las veces, la última media hora registrada por la "caja negra" de la aeronave tiene mucho ruido, atribuyendo la causa del accidente a un error humano, uno de los miembros de la tripulación activó los frenos de aire aerodinámicos por error. Según se informa, la pista de aterrizaje del aeropuerto estaría cerrado al mediodía para el mantenimiento y, con él, la tripulación trató de acelerar los procedimientos para obtener la tierra antes del cierre. Con esto, el avión fue perdiendo altura y ascensión y eventualmente chocó con casas y un edificio bajo en las inmediaciones de la Avenida Otávio Braga de Mesquita, arrastrando en un área ocupada por los barrios marginales Jardín Ipanema, tierra Vila Barros. En el momento del accidente, la aeronave contaba con unos 15.000 litros de combustible, que se incendió inmediatamente. Fue cargado con 26 toneladas de equipo electrónico de la Zona Franca de Manaus, que fueron totalmente destruidas. Este es el primer accidente grave que se considera desde la inauguración del Aeropuerto Internacional de São Paulo-Guarulhos el 20 de enero de 1985.

## Investigación y consecuencias
La investigación del Departamento de Aviación Civil en el momento mencionado como la razón del accidente a conducir los frenos aerodinámicos por error humano de la tripulación. Por lo tanto, el accidente se atribuye a un error humano. La aeronave accidentada había pasado la inspección, 2 meses antes del accidente, y fue considerado "apto" para operar. Transbrasil indemnizó a las familias de las víctimas siete meses después del accidente.